# Mitthyridium retusum
Mitthyridium retusum là một loài rêu trong họ Calymperaceae. Loài này được Besch. W.D. Reese mô tả khoa học đầu tiên năm 1987.